# 学校法人久我山学園
学校法人久我山学園（がっこうほうじんくがやまがくえん）は、かつて東京都杉並区久我山に存在した学校法人。久我山大学と國學院大學久我山中学校・高等学校の前身である久我山中学校・久我山高等学校を経営していた。

## 沿革
- 1942年（昭和17年） - 岩崎通信機社長岩崎清一によって学校建設が開始される。
- 1944年（昭和19年） - 財団法人岩崎学園が、久我山電波工業専門学校（電波兵器科・機械科）・久我山中学校（旧制）を開校。両校は同じ敷地内にあった。
- 1946年（昭和21年） - 久我山電波工業専門学校は、久我山工業専門学校に改称。電波兵器科を電気通信科と改称。電気科・化学工業科を新設。
- 1948年（昭和23年） - 学制改革により久我山中学校は、（新制）久我山中学校・久我山高等学校となる。
- 1949年（昭和24年）3月20日 - 財団法人岩崎学園は、財団法人久我山学園に改称。

- 3月25日 - 大学設置認可。
- 4月1日 - 久我山工業専門学校を母体として（新制）久我山大学が開学。学生は第一学年（新入生）約100名、第二学年（久我山工専から移籍）約40名。
- 5月 - 久我山大学開学式を挙行。
- 9月2日 - 久我山工業専門学校第二種が、電気事業主任技術者資格検定規則第15条の規定による認定学校となる。

- 1950年（昭和25年） - 久我山大学は、学生募集を停止。 
  - 11月 - 久我山大学を廃止。在学生がどのように処されたかは不明。

- 12月28日 - 久我山大学廃校が、文部省により認可。

- 1951年（昭和26年）3月 - 財団法人久我山学園は、学校法人久我山学園に改称。
- 1952年（昭和27年）9月10日 - 学校法人久我山学園と、学校法人國學院大學の合併を宣言。久我山中学校・久我山高等学校は、國學院大學久我山中学校・高等学校へ改称。 
  - 12月23日 - 学校法人久我山学園と、学校法人國學院大學との合併が、文部省により認可。